# Beata Siemieniako
Beata Siemieniako (ur. 1991 w Białymstoku) – polska adwokatka, działaczka społeczna, publicystka, laureatka wyróżnienia w konkursie Prawnik Pro Bono, autorka książki Reprywatyzując Polskę. Historia wielkiego przekrętu.

## Życiorys
Ukończyła prawo na Uniwersytecie Warszawskim, broniąc w 2015 pracę magisterską Naruszenie dobrego imienia w prawie polskim i prawie angielskim. Nadto studiowała historię sztuki, stosunki międzynarodowe i filozofię w ramach Międzywydziałowych Indywidualnych Studiów Humanistycznych oraz Cardiff Law School. W 2019 ukończyła aplikację adwokacką; współzałożycielka i członkini Sekcji Praw Człowieka przy Okręgowej Radzie Adwokackiej w Warszawie.
Prowadzi warsztaty edukacyjne, udziela bezpłatnych porad prawnych. Współpracowała lub współpracuje m.in. z Kancelarią Zaangażowaną Społecznie „Prawo do Prawa”, Komitetem Obrony Praw Lokatorów, Helsińską Fundacją Praw Człowieka, ClientEarth Poland – Prawnicy dla Ziemi, European Documentation Centre w Cardiff oraz Stowarzyszeniem im. Prof. Zbigniewa Hołdy, Biurem Rzecznika Praw Obywatelskich. Pracowała jako barmanka w Klubojadalnii Eufemia.
Publikuje i udziela wywiadów m.in. w „OKO.press”, Onet.pl, „Krytyce Politycznej”, „Gazecie Wyborczej”, „Wysokich Obcasach”, „Kulturze Liberalnej”, Ngo.pl, „Młodej Palestrze”, „Codzienniku Feministycznym”. Prowadziła audycję „Siemanko prawko” w Radiu Kapitał. Najczęściej wypowiada się na temat polityki mieszkaniowej i lokatorskiej, warszawskiej reprywatyzacji i szeroko pojętego prawa, zwłaszcza w ujęciu feministycznym.
Siemieniako prowadziła z powodzeniem sprawy m.in. o uchylenie kar administracyjnych dla artystów i artystek organizujących akcję „List” przeciwko organizacji wyborów w maju 2020, uniewinnienie urzędnika Głównego Urzędu Statystycznego od zarzutów dyscyplinarnych w związku z udziałem w demonstracji przeciwko ekshumacji ofiar katastrofy smoleńskiej, skazanie nabywcy mieszkania w zreprywatyzowanej warszawskiej kamienicy za naruszenie nietykalności cielesnej lokatorki w ciąży, wprowadzenie po raz pierwszy w Polsce feminatywów do statutu Akademii Sztuki w Szczecinie. W latach 2024–2025 członkini Komisji do spraw reprywatyzacji nieruchomości warszawskich.
W 2017 nominowana do nagrody „Superbohaterka 2017” przyznawanej przez tygodnik „Wysokie Obcasy”. W 2018 została wyróżniona w konkursie Prawnik Pro Bono organizowanym przez Fundację Uniwersyteckich Poradni Prawnych oraz „Rzeczpospolitą”. W 2020 otrzymała nagrodę specjalną IX edycji konkursu Rising Stars Prawnicy – liderzy jutra 2020.

## Publikacje książkowe
W 2017 ukazała się książka Siemieniako Reprywatyzując Polskę. Historia wielkiego przekrętu, opisująca tzw. aferę reprywatyzacyjną w Warszawie oraz systemowe problemy związane z restytucją mienia w Polsce.